# Kontroverser och konflikter kring scouting
Scoutrörelsen har vid ett flertal tillfällen varit inblandad i sociala kontroverser som exempelvis medborgarrättstvister i den amerikanska södern och nationalistiska motståndsrörelser i Indien. Scoutrörelsen strävar efter att fostra aktiva medborgare och har en organisation som kan användas för aktivism på olika fronter. Å andra sidan är rörelsen politiskt obunden, men gränsdragningen mellan sådant som goda medborgare bör göra och kontroversiell politisk aktivitet kan vara svår.
Scouting introducerades i Afrika av brittiska befattningshavare i förhoppning att det skulle stärka deras styre, men det kom istället att utmana det Brittiska imperiets styre då de afrikanska scouterna använde scoutlagens princip, att en scout är en god kamrat till alla andra scouter för att kollektivt kräva fullt medborgarskap. Det finns även konflikter och utmaningar inom själva scoutrörelsen, såsom nuvarande ansträngningar att göra Scouts Canada till en demokratisk organisation. Den här artikeln tar upp historiska och nuvarande kontroverser och konflikter, med exempel från olika länder.

## Utbrytargrupper ur scoutorganisationer
Under åren har ett antal scoutorganisationer brutit med den vanliga scoutrörelsen, som idag betjänas av de två världsorganisationerna World Association of Girl Guides and Girl Scouts (WAGGGS) and the World Organization of the Scout Movement (WOSM). Å andra sidan finns det även organisationer och grupper som anser att de stora internationella världsorganisationerna har svikit scoutings ursprungliga ideal och de utbrutna organisationerna strävar därför efter att återgå till dessa ideal. Det finns sålunda även en traditionell scoutrörelse som avvisar den världsvida trenden att "modernisera" scouting för att på så vis vara attraktiv för fler ungdomar och de försöker därför återgå till scoutings grundidéer såsom de utformades av Baden-Powell.

## Religiösa konflikter
Religion inom scouting är en aspekt av scoutmetoden som har fått uttryck på många olika sätt, och tolkats olika under årens lopp och från land till land.
I kontrast till Boys' Brigade som grundades två årtionden tidigare och endast tillät kristna medlemmar, så grundade Baden-Powell scoutrörelsen som en ungdomsorganisation som inte var bunden till en specifik tro eller religion, men som fortfarande framhöll att andlighet och tro på en högre makt var nyckeln till personlig utveckling hos unga människor. Denna vinkling var inte från början ett medvetet val hos Baden-Powell. Han hade ursprungligen utgått från en kristen värdegrund, men godkände de scoutgrupperingar som uppstod i icke-kristna kulturer.
Det är upp till varje enskild scoutorganisation att tolka metoden såsom den fastslogs av grundaren och hur organisationen ska förhålla sig till religion. Det finns scoutförbund i vissa länder, exempelvis i Frankrike och Danmark, som är segregerade när det gäller grunden för religiös tro.

### Exempel: Nederländerna
Under 1933 bröt några scoutgrupper sig ut från den nationella pojkscoutsorganisationen De Nederlandse Padvinders (NPV) för att grunda Padvinders Vereniging Nederland (PVN). Anledningen var meningsskiljaktigheter beträffande scoutlöftet. Problemet som uppstod var att även de pojkar som inte erkände sig till någon gud var tvungna att lova "Att göra sin plikt gentemot Gud" och grupperna var oroade över att detta skulle göra pojkarna till hycklare. En romersk-katolsk organisation grundades 1938, Katholieke Verkenners (KV), på grund av att de nederländska romersk-katolska biskoparna hade beslutat att den katolska ungdomen inte kunde vara del av ett förbund vars styrelse inte alls var katolsk. 1940 återförenades NPV och PVN igen. Alla nederländska pojk- och flickscoutsorganisationer gick 1973 samman i Scouting Nederland (SN).
Det nederländska scoutlöftet är ett av de få i världen där referensen till Gud är frivillig efter det har beviljats ett undantag från WOSMs vanliga riktlinjer.

## Statliga förbud mot scouting
Scouting har förbjudits i vissa länder och är än idag förbjudet i några av dem. Scouting förbjöds i nästan alla kommunistiska stater, de flesta fascistiska länder samt  vissa totalitära regimer såsom Afghanistan under talibanregimen, Malawi och Iran. Förbuden har tvingat scouting att gå under jord i länder som Polen och Francos Spanien. I Sovjetunionen förbjöds scouting 1922, och istället skapades den separata rörelsen Sovjetunionens unga pionjärer, vilket var startskottet för pionjärrörelsen som fortfarande existerar i Kina, Kuba, Nordkorea, Vietnam och Tadzjikistan.
Före andra världskriget förbjöd Tyskland, Italien, Japan, Ungern och Rumänien scouting. I Tyskland skapades istället Hitlerjugend. Även Mussolini hade en fascistisk ungdomsorganisation, Balilla och Rumänien hade Străjeria under järngardet.

### Exempel: Kuba
Under 1914 grundades de första scoutgrupperna i Kuba och under de följande startades flera lokala kårer. Dessa var dock inte anslutna genom ett nationellt förbund förrän 1927 då Asociación de Scouts de Cuba (ASC) grundades. Samma år blev förbundet medlem i World Organization of the Scout Movement (WOSM). De första åren följde kubansk scouting huvudsakligen den modell som Boy Scouts of America använde sig av.
Scouting existerade på Kuba fram till den kubanska revolutionen 1959. Under den tiden bedrev kubanska scouter samhällstjänst såsom att dirigera trafik, samla in ransoner, hjälpa till på sjukhus och bygga upp första-hjälpen-stationer. 1961 sa Världsscoutkonferensen upp ASC:s medlemskap med anledning att förbundet hade slutat existera. De kommunistiska ledarna ersatte förbundet med Organización de Pioneros José Martí.
Kuba är idag ett av endast sex länder i världen som saknar scoutrörelse. Kuba var tidigare även medlem i World Association of Girl Guides and Girl Scouts, med Asociación de Guías de Cuba som sist omnämndes 1969.

### Exempel: Tyskland
Den tyska scoutrörelsen grundades 1909. Tysk scouting blev senare involverad med Den tyska ungdomsrörelsen, av vilken Wandervogel var en del. Tysk scouting blomstrade fram till 1934-35 då nästan alla föreningar stängdes och deras medlemmar blev tvungna att ansluta sig till Hitlerjugend. I Västtyskland och Västberlin återinrättades scouting efter 1945, men det var fortsatt förbjudet i Östtyskland fram till 1990 till förmån för Pionierorganisation Ernst Thälmann och Freie Deutsche Jugend (FDJ). Idag finns scouting i hela Tyskland och består av cirka 150 förbund och federationer med cirka 260 000 pojk- och flickscouter.

### Exempel: Ryssland
År 1908 gavs Baden Powells bok Scouting for Boys ut i Ryssland efter begäran från tsar Nikolaj II av Ryssland. 1909 grundades den första ryska scoutpatrullen och 1914 bildades en förening kallad "Rysk scout". Scouting spred sig snabbt över Ryssland och in i Sibirien.
Efter oktoberrevolutionen 1917 och under ryska inbördeskriget mellan 1917 och 1921 stred de flesta scoutledarna och många scouter inom olika rang inom vita armén och interventionisterna mot röda armén. Vissa scouter kom att ansluta sig till Bolsjevikernas sida, vilket skulle leda till grundandet av en ideologiförändrad version av scouting, såsom ЮК (Юные Коммунисты, eller unga kommunister) med flera. 
Mellan 1918 och 1920 beslöt den andra, tredje och fjärde helryska kongressen för kommunistisk ungdom inom den ryska unionen att få bukt med scoutrörelsen och skapa en organisation av kommunistisk standard som skulle ta ungdomen under sitt paraply. Under 1922 beslöt den andra helryska Komsomol-konferensen att skapa pionjärpatruller runt om i landet. Dessa patruller förenades senare samma år i Organisationen för Sovjetunionens unga pionjärer.
Pionjärsorganisationen bröts upp 1990 och samma år började scoutrörelsen återhämta sig när det strikta styret började släppa efter och tillät ungdomsorganisationer att grundas för att fylla pionjärernas tomrum. 
Det ryska förbundet för scouter/navigatörer är idag medlem av World Organization of the Scout Movement (WOSM). Den är könsgemensam och hade 13 920 medlemmar 2004.

## Uteslutning av scoutförbund från internationella organisationer
De flesta nationella scoutförbund har skapat internationella scoutorganisationer för att sätta en standard och att koordinera aktiviteter mellan medlemsförbunden. Det finns minst sex internationella organisationer som betjänar flera hundra nationella förbund runt om i världen. Den största internationella världsorganisationen är World Organization of the Scout Movement, grundad 1920. Scoutförbund har uteslutits från internationella scoutorganisationer av olika skäl.

### Exempel: Irak
Irak var ett av de första arabländerna att ta till sig scouting, med sitt första program redan 1921, bara två år efter att nationernas förbund förklarat landet självständigt från Osmanska riket. Irak var medlem i World Organization of the Scout Movement under åren 1922–1940 och återigen under 1956–1999.
Efter att Baathpartiet tog kontroll 1968, och särskilt efter att Saddam Hussein tog över makten 1979, omformades ungdomsorganisationer för att tjäna staten. Ett ersättningsprogram, Saddams vargungar, erbjöd "sommarläger" där 10–15-åriga pojkar deltog i närstridsteknik. Då Iraks pojk- och flickscoutråd erkändes av WOSM 1990 hade förbundet 12 000 scouter. Irak uteslöts dock ut WOSM 1999.
Ett irakiskt scoutinitiativ bildades av amerikaner 2004 för att formellt återskapa ett lagligt, erkänt, och fullt fungerande scoutprogram i Irak. Sedan dess har rörelsen successivt tagits över av irakier och bedrivs idag uteslutande av dem.
Scoutprogrammet är öppet för både pojkar och flickor, oavsett etnisk och kulturell bakgrund. Det tillåter lokala nyanseringar och varianter för regionala programalternativ. Irakiska scouter är involverade i samhällstjänst bland annat genom att hjälpa polisen med trafikövervakning, ge första hjälpen, bearbeta bomull, plantera träd och hjälpa till vid naturkatastrofer. Ett nationellt scouthögkvarter kommer enligt planer att byggas i Bagdad och organisationen planerar även fem nationella scoutläger.

## Uteslutning av individer från scouting
Det råder inga kontroverser beträffande personer som har uteslutits från scouting på grund av att de har begått allvarliga brott. Det gör det däremot kring uteslutning av människor som följer lagen.

### Ateister och agnostiker
"Plikt gentemot Gud" är en av scoutingens principer och gäller i hela världen, även om det tolkas olika i olika länder.  Amerikanska Boy Scouts of America (BSA) har tagit stark ställning i frågan och utesluter både ateister och agnostiker.  Storbritanniens scoutförbund kräver att scoutledarna ska erkänna en högre makt, men utesluter inte nödvändigtvis ateister från roller inom scouting, så länge den lokala scoutkonsulenten anser att ledaren i fråga stödjer scoutings värderingar och arbetar för att få rörelsens unga människor troende. Kanadensiska Scouts Canada definierar "Plikt gentemot Gud" i termer som "stöd åt andliga principer" och utesluter inte ateister. I andra länder, särskilt Europa, kan vissa scoutorganisationer vara sekulariserade eller religiöst neutrala (exempelvis Éclaireuses et Éclaireurs de France och Corpo Nazionale Giovani Esploratori ed Esploratrici Italiani).

### Könsuppdelning
Scoutrörelsen var ursprungligen uppdelad i separata pojk- och flickscoutprogram, men idag finns olika typer av indelningar runt om i världen. Allt fler förbund inom WOSM:s medlemsorganisationer är könsblandade förbund. De flesta av WAGGGS:s medlemsorganisationer fortsätter dock att till största del bestå av endast flickor. Se Könsuppdelning inom Scouting för mer information.

### Homosexuella
I länder där homosexualitet är lagligt finns vanligtvis minst ett scoutförbund som inte förbjuder homosexuella från medlemskap och ledarpositioner. Tidigare har USA haft ett förbud mot öppet homosexuella ledare, men det togs bort 2015. . Efter beslut på årsmötet 2013 tillåts alla ungdomar upp till 18 års ålder att vara medlemmar i Boy Scouts of America, oavsett sexuell läggning. Homosexualitet är inte förbjudet inom Scouts Canada eller de flesta av de europeiska förbunden – däribland brittiska The Scout Association, tyska Ring deutscher Pfadfinderverbände (den tyska scoutfederationen), Scouterna (Sveriges nationella scoutorganisation),  och Finlands Scouter.

### Exempel: USA
Boy Scouts of America (BSA) – den största ungdomsorganisationen i USA – har regler som utesluter ateister, agnostiker och öppet homosexuella från medlemskap inom organisationen. Både ungdomar och vuxna har fått sitt medlemskap tillbakadraget som ett resultat av detta. BSA hävdar att dessa riktlinjer är nödvändiga för att få unga människor att ta till sig de värderingar som scoutlagen och scoutlöftet bygger på. BSA förbjuder även flickor från att delta i de yngre programsektionerna Cub Scouts och Boy Scouts. Dessa regler är kontroversiella och vissa anser de vara diskriminerande.
Organisationens lagliga rätt att ha dess regler har vid ett flertal tillfällen försvarats av både statliga och federala domstolar. USA:s högsta domstol har beslutat att BSA, i egenskap av en privat organisation, kan sätta sina egna krav på medlemskap. På senare år har detta lett till en rättstvist om på vilken nivå BSA kan få tillgång till statliga resurser.

## World Organization of the Scout Movement
World Organization of the Scout Movement (WOSM) har 155 nationella scoutorganisationer och 28 miljoner individer som medlemmar. Endast en nationell scoutorganisation per land erkänns av WOSM. I vissa länder är den nationella scoutorganisationen en federation bestående av mer än ett scoutförbund. Grupperna som representeras i federationen kan vara indelade beroende på deras syn på religion (exempelvis Danmark och Frankrike), etnicitet (exempelvis Bosnien och Israel) eller språk (exempelvis Belgien).
WOSM kräver att de nationella scoutorganisationerna har refererar till "plikten gentemot Gud" i sina respektive scoutlöften (se WOSM:s krav på scoutlöftet). Det här kravet skapar svårigheter för ateister och agnostiker som vill verka i rörelsen.

## Andra konflikter kring scoutorganisationer
Scoutorganisationer har även varit involverade i andra typer av konflikter och kontroverser, både internt och externt.

### Exempel: Kanada
Kanada är det enda landet med mer än en scoutorganisation som erkänns av WOSM, Scouts Canada och Association des Scouts du Canada, vilka är uppdelade på språkbasis.
Vissa medlemmar i Scouts Canada är upprörda över organisationens omstrukturering, däribland förlusten av rösträtt för lokalnivån. Som svar på detta skapades SCOUT eh! 2004, en organisation som består av "registrerade Scouts Canada-medlemmar från hela Kanada angelägna om att förvandla Scouts Canada till en demokratisk förening".
1998 grundades Baden-Powell Scouts (BPSA) i Kanada. Dessa motsatte sig den modernisering av scoutmetoden som WOSM och Scouts Canada genomförde. Scouts Canada utmanade förbundet och lyckades driva igenom att ordet "scout", inom en ungdomsorganisation endast fick användas av Scouts Canada.